# Хена, Абу
Абу Хена (англ. Abu Hena; 31 января 1950, Муршидабад, Западная Бенгалия — 20 июля 2025, Калькутта) — индийский политик, член партии Индийский национальный конгресс, министр в правительстве Западной Бенгалии и депутат законодательного собрания штата.

## Биография
Родился 31 января 1950 года в деревне Лалгола округа Муршидабад в Западной Бенгалии в бенгальской мусульманской семье Бишвасов. Его отец Абдус Саттар был министром в правительстве Сиддхартхи Шанкара Рая. Абу Хена получил высшее образование, имел степень магистра в области юриспруденции. Работал адвокатом в Высшем суде Калькутты.
Хена избирался в законодательное собрание Западной Бенгалии от избирательного округа Лалгола в 1991, 1996, 2001, 2006 и 2011 годах.
В 2011 году был назначен министром по делам рыболовства и министром по переработке пищевых продуктов и садоводству в правительстве штата. В сентябре 2012 года подал в отставку вместе с другими министрами из своей партии.
Занимал пост секретаря партии индийский национальный конгресс на уровне штата.
Скончался 20 июля 2025 года в возрасте 75 лет у себя дома в Калькутте после продолжительной болезни.